# Aspila albida
Aspila albida là một loài bướm đêm trong họ Noctuidae.